# Републикански път III-906
Републикански път IIІ-906 е третокласен път, част от Републиканската пътна мрежа на България, преминаващ по територията на област Варна и област Бургас. Дължината му е 65,3 km.
Пътят се отклонява надясно при 150 км на Републикански път I-9 южно от село Рудник, непосредствено след моста над Фъндъклийска река и се насочва на югозапад, като преодолява югоизточното разклонение на Камчийска планина и при село Дюлино слиза в долината на река Двойница. След селото пресича реката, навлиза в Бургаска област и започва изкачване по северния склон на Еминска планина. Преминава през село Паницово, преодолява билото на планината през Дюлинския проход (440 м н.в.) и слиза по южният ѝ склон, като при село Гюльовца излиза от планината и навлиза в северната част на Бургаската низина. Тук пътят запазва своето южно направление, минава през село Оризаре, пресича реките Хаджийска и Ахелой, при град Каблешково заобикаля най-източните разклонения на Айтоска планина и източно от Атанасовското езеро отново се съединява с Републикански път I-9 при неговия 229,7 km.
При 43,5 km наляво се отделя третокласен Републикански път III-9061 (7,7 km) до курортния комплекс Слънчев бряг.
| Пътища, отклоняващи се надясно (населено място, № на пътя, посока на пътя) | km   | Пътища, отклоняващи се наляво (посока на пътя, № на пътя, населено място) |
| -------------------------------------------------------------------------- | ---- | ------------------------------------------------------------------------- |
| Община Бяла, Област Варна, I-9, 150 km →                                   | 0,0  | → 150 km, I-9, Област Варна, Община Бяла                                  |
| (за с. Юнец) общински път ←                                                | 0,1  |                                                                           |
|                                                                            | 4,3  | → общински път (за с. Господиново)                                        |
| (за с. Солник) общински път, мест. „Генишада“ ←                            | 7,3  | мест. „Генишада“                                                          |
| с. Дюлино                                                                  | 12,9 | → с. Дюлино, общински път (за с. Попович)                                 |
| Община Несебър, Област Бургас                                              | 13,6 | Област Бургас, Община Несебър                                             |
|                                                                            | 17,8 | → общински път (за с. Раковсково)                                         |
| (за с. Козница) общински път, с. Паницово ←                                | 20,8 | с. Паницово                                                               |
| (за с. Козичино) общински път ←                                            | 33   |                                                                           |
| (от с. Ябълчево) III-2085, 30,6 km →                                       | 34,2 |                                                                           |
| с. Гюльовца                                                                | 36   | с. Гюльовца                                                               |
| с. Оризаре                                                                 | 38,3 | с. Оризаре                                                                |
| Община Поморие                                                             | 43,5 | → 0 km, III-9061 (до к.к. Слънчев бряг), Община Поморие                   |
| (за с. Порой) общински път ←                                               | 45,6 |                                                                           |
|                                                                            | 46,3 | → общински път (за с. Александрово)                                       |
| (за с. Медово) общински път ←                                              | 47,8 |                                                                           |
| (от 492,9 km на I-6) III-6009, 21,4 km, гр. Каблешково →                   | 52,6 | → гр. Каблешково, 21,4 km, III-6009 (до 210,1 km на I-9)                  |
|                                                                            | 54,1 | → общински път (за Поморие)                                               |
| (за с. Лъка) общински път ←                                                | 56,3 |                                                                           |
| Община Бургас, (за с. Черно море) общински път ←                           | 61,2 | Община Бургас                                                             |
| (до ГКПП Малко Търново) I-9, 229,7 km ←                                    | 65,3 | ← 229,7 km, I-9 (от ГКПП Дуранкулак)                                      |